# Grégory Habeaux
Grégory Habeaux (Bitsingen, 20 oktober 1982) is een Belgisch voormalig wielrenner.

## Belangrijkste overwinningen
2004
1e etappe Ronde van Luik
2011
Dwars door het Hageland

## Resultaten in voornaamste wedstrijden
| Jaar | Amstel Gold Race | Luik-Bast.‑Luik | Waalse Pijl |
| ---- | ---------------- | --------------- | ----------- |
| 2011 | 140e             |                 |             |
| 2017 |                  | 123e            | 150e        |

## Ploegen
- 2004 –  MrBookmaker.com-Palmans (stagiair vanaf 1-9)
- 2005 –  Landbouwkrediet-Colnago
- 2006 –  Landbouwkrediet-Colnago
- 2007 –  Jartazi Promo Fashion Continental Cycling Team
- 2008 –  Mitsubishi-Jartazi
- 2009 –  Willems Verandas
- 2010 –  Willems Verandas
- 2011 –  Verandas Willems
- 2012 –  Accent.Jobs-Willems Veranda's
- 2013 –  Accent.Jobs-Wanty
- 2014 –  Wanty-Groupe Gobert
- 2015 –  Wallonie-Bruxelles
- 2016 –  Wallonie Bruxelles-Group Protect
- 2017 –  WB Veranclassic Aqua Protect
- 2018 –  WB Aqua Protect Veranclassic

Castresana · Coenen · Commeyne · Day · De Clercq · De Smet · Gabriel · Hammond · Hunt · Koehler · Lembo · Leukemans · Omloop · Planckaert · Renders · Roodhooft · Thijs · Trouvé · Van de Wouwer · Vandenbroucke · Vanderaerden · Vanhaecke · Vannoppen · Wuyts · Duyck (stagiair) · Habeaux (stagiair) · Steenbergen (stagiair)
Bracke · Capelle · Criquielion · Cummings · De Groote · De Waele · D'Hollander · Dierckxsens · Habeaux · Lagoetin · Monfort · Renders · Sijmens · Simon · Van De Walle · Van Loocke · Vanlandschoot · G. Verheyen · Verstrepen · Lebeau (stagiair) · Simms (stagiair) · D. Verheyen (stagiair)
Amorison · A. Capelle · Criquielion · Cummings · De Waele · De Wilde · Habeaux · Kleynen · Lebeau · Manning · Meirhaeghe · Neirynck · Renders · Sijmens · Simon · Van Loocke · Vanlandschoot · D. Verheyen · Verstrepen · Clancy (stagiair) · Clauwaert (stagiair) · Maene (stagiair)
Boyen · Cauquil · Coupé · Criquielion · Drouilly · Flahaut · François · Habeaux · Ickx · Kaupas · Lembo · Maes · Nevens · Omloop · Soetens · Striska · Tombak · Van Braeckel · Van Mingeroet · Vastaranta · Cammaerts (stagiair) · Deprez (stagiair)
Abakoumov · Boyen · Cauquil · Coupé · Criquielion · Davis · Dekkers · Dressler · Drouilly · van Dijk · Habeaux · Kaupas · Kriit · Michajlov · Mouris · Nevens · Omloop · Ricci Poggi · Striska · Tombak · Vandenbroucke · Van Mingeroet · Vanlandschoot · Vantomme · Verheyen
Baïolet · Bille · Collaers · Criquielion · Degand · Habeaux · Kuyckx · Muscat · Paquet · Pardini · Pratte · Van den Houte · van Dijk · Van Hoecke · Van Melsen · Vangenechten · Vanlandschoot · Zingle · Stenuit (stagiair)
D.Cappelle · A.Cappelle · Collaers · De Wilde · Degand · Habeaux · Paquet · Polazzi · Renders · Stenuit · Van Den Bossche · Van den Houte · van Dijk · Van Melsen · Vangenechten · Vanlandschoot
Caethoven · D.Cappelle · De Vocht · De Wilde · Degand · Drucker · Goris · Habeaux · Kemp · Scheirlinckx · Schmitz · Van den Houte · van Dijk · Van Goolen · van Groen · Van Melsen · Vanlandschoot · Venter · Verbist · Vernaeckt · Hollander (stagiair) · Van Den Noortgate (stagiair)
Caethoven · A. Cappelle · Tsjoezjda · De Vocht · De Wilde · Degand · Drucker · Gilbert · Goris · Habeaux · Hoste · Ista · Scheirlinckx · Van Dijk · Van Goolen · Van Groen · Van Melsen · Vanlandschoot · Verbist · De Troyer (stagiair) · Stevens (stagiair) · Verraes (stagiair)
Caethoven · A.Cappelle · Commeyne · Degand · De Troyer · Drucker · Gilbert · Habeaux · Jans · Napolitano · Routley · Scheirlinckx · van Dijk · Van Goolen · Van Melsen · Vanlandschoot · Verraes · Vogondy · Nardelli (stagiair) · Seynaeve (stagiair)
Backaert · Baugnies · De Greef · De Troyer · De Vreese · Degand · Drucker · Ghyselinck · Gilbert · Habeaux · Jans · M. Kreder · W. Kreder · Leukemans · Minnaard · Napolitano · Robert · Seeldraeyers · Selvaggi · Sijmens · Van Melsen · Vanlandschoot · Veuchelen · Maes (stagiair) · Seynaeve (stagiair)
De Winter · Delfosse · Dernies · Deruette · Duquennoy · Habeaux · Ista · Jans · Jules · Kirsch · Masson · Naesen · Pardini · Peyskens · Robeet · Spengler · Stassen · Vantomme · Warnier · Mortier (stagiair) · Taminiaux (stagiair)
De Winter · Dehaes · Delfosse · Deruette · Duquennoy · Habeaux · Ista · Jules · Kirsch · Lietaer · Masson · Mortier · Peyskens · Robeet · Six · Spengler · Stassen · Vantomme · Warnier